# Лучан Добре
Лучан Добре (рум. Lucian Dobre; нар. 25 серпня 1978, Решица, Румунія) — румунський футболіст, захисник, згодом — футбольний тренер.

## Життєпис
Футболом розпочав займатися на батьківщині. У чемпіонаті Румунії дебютував 7 березня 1998 року за «Решицю» проти «Університаті» (1:3).
У 2005 році переїхав до Молдови грати за «Зімбру», з яким у Лучіана стався конфлікт. У нього виникли проблеми зі спиною, і хоча тоді були дуже важливі матчі, керівництво дало йому можливість підлікуватися. А він вилікувався і поїхав в бухарестське «Динамо». Влітку дзвонить: «Динамівці хочуть мене купити». Ну, якщо хочуть, йди! А потім він несподівано поїхав в запорізький «Металург». Зрештою, він повернувся назад, абсолютно не готовий. Почав не допрацьовувати на тренуваннях і в іграх. Після цього його розставання з командою було питанням часу.
Один з найкращих захисників чемпіонату Молдови перебрався в «Спартак-Нальчик» в 2007 році. За російський клуб він не зіграв жодного офіційного матчу.
У сімферопольську «Таврію» перейшов в лютому 2008 року. Дебютував 2 березня 2008 року в матчі проти «Кривбасу» (1:1).

## Досягнення
- Чемпіон Молдови (1) :

«Дачія»: 2010-11.
- Володар Кубка Молдови (1):

«Зімбру»: 2006-07
- Володар Суперкубка Молдови (1):

«Дачія»: 2011